# “9”
『"9"』（ナイン）は、Alice Nine通算8枚目のオリジナルアルバム。2012年2月22日に徳間ジャパンコミュニケーションズから発売された。

## 解説
初回限定盤はリードトラック「すべてへ」のPV等を収録したDVDが同梱されている。さらに前作『GEMINI』同様、CDのレーベルは各メンバーのピクチャーレーベル仕様。
発売の翌月からは本作を携えた全国ツアー「Court of "9"」が催された。
発売日前日から前作同様、沙我のオフィシャルブログ『Alice Nine 沙我の真昼のJELLY FISH』内で収録曲の解説がなされた。
前作『GEMINI』はオリコン週間アルバムチャート3位を記録されたが、本作は12位と売上・順位共に下回る記録となった。

## 批評
『CDジャーナル』は「ヘヴィメタル直系の「the Arc」、ベーシストの沙我のポエトリーリーディングが聴ける「ハロー、ワールド」、開放的な雰囲気のポップ・チューン「リニア」など、このバンドが持つ幅広い音楽性が大らかに発揮された意欲作」と批評した。

## 収録曲
CD
1. Heavenly Tale [4:25]
  - 作詞: 将、作曲: 沙我、編曲: Alice Nine・岡野ハジメ

前作『GEMINI』選曲時からあった、本作中で一番古い曲[1]。
2. the Arc [4:42]
  - 作詞: 将、作曲: 沙我、編曲: Alice Nine・岡野ハジメ

メロディック・スピード・メタルナンバー[1]。
3. GALLOWS [3:45]
  - 作詞: 将、作曲: 虎、編曲: Alice Nine・岡野ハジメ

Ba.沙我はレコーディングの際に最も苦労した曲とのこと[1]。
4. 花霞 《かすみ》 [5:02]
  - 作詞: 将、作曲: ヒロト、編曲: Alice Nine・岡野ハジメ

もともとは8分近くある曲だったが、アルバムの流れの中でとても長く感じられるとのことで短くされた[1]。
5. BLUE FLAME [4:40]
  - 作詞: 将、作曲: 沙我、編曲: Alice Nine・西平彰

17thシングル
6. ハロー、ワールド [4:47]
  - 作詞: 将・沙我、作曲: 沙我、編曲: Alice Nine・岡野ハジメ

曲の大半がモノローグである。初めて詞が共作された。
7. 虹の雪 [4:24]
  - 作詞・作曲: 将、編曲: Takamichi Tsugei

19thシングル
8. リニア [4:25]
  - 作詞: 将、作曲: ヒロト、編曲: Alice Nine・岡野ハジメ
9. Apocalypse ［It's not the end］ [3:45]
  - 作詞: 将、作曲: 虎、編曲: Alice Nine・岡野ハジメ
10. Heart of Gold [3:21]
  - 作詞: 将、作曲: 虎、編曲: Alice Nine

18thシングル
11. すべてへ [5:38]
  - 作詞: 将、作曲: 沙我、編曲: Alice Nine・岡野ハジメ

Vo.将はブログでこの曲に関して、「人の一生を凝縮したようなドラマティックなナンバー」とのこと[4]。

DVD (初回限定盤)
1. すべてへ MUSIC CLIP
2. すべてへ MULTI ANGLE ver.
3. MUSIC CLIP MAKING